# Петър Драмов
Петър Драмов – Драмчето  е утвърден пловдивски художник. Работи живопис, график, малка пластика и приложни изкуства. Автор е на плакати, медали, запазени знаци, емблеми, значки.
През 1956 година Драмов завършва Художествената гимназия в София, впоследствие се дипломира със специалност илюстрация при проф. Илия Бешков в Художествената академия. Организира първата си изложба през 1962 година. Взема участие е в множество окръжни и национални изложби и в представяния на българското изобразително изкуство по света.
Драмов е дългогодишен секретар на пловдивската група, директор на комбината на Творческия Фонд на СБХ за изпълнителски работи и преподавател в Художествената гимназия. Негови творби се намират в Националната художествена галерия, в художествените галерии в Пловдив, Варна и други градове.